# Communauté de communes au Carrefour des Trois Croix
Die Communauté de communes au Carrefour des Trois Croix ist ein ehemaliger Zusammenschluss der französischen Gemeinden Berstheim, Hochstett, Wahlenheim und Wittersheim. Diese Communauté de communes im Département Bas-Rhin besteht seit dem 31. Dezember 1992.
Mit Wirkung vom 1. Januar 2012 fusionierte der Gemeindeverband mit der Communauté de communes de la Région de Haguenau. 